# III liga polska w piłce nożnej, grupa kujawsko-pomorsko-wielkopolska (2011/2012)
III liga, grupa kujawsko-pomorsko-wielkopolska, sezon 2011/2012 — 4. edycja rozgrywek czwartego poziomu ligowego piłki nożnej mężczyzn w Polsce po reorganizacji lig w 2008 roku. Bierze w niej udział 16 drużyn z województwa kujawsko-pomorskiego i województwa wielkopolskiego. Walczą one o miejsce premiowane awansem do grupy zachodniej II ligi. Ostatnie zespoły spadają odpowiednio do grup: kujawsko-pomorskiej, wielkopolskiej północnej i wielkopolskiej południowej IV ligi. Opiekunem ligi jest Pomorski Związek Piłki Nożnej, przemiennie z Zachodniopomorskim Związkiem Piłki Nożnej. W sezonie 2011/2012 rozgrywki prowadzi Wielkopolski Związek Piłki Nożnej. 
Sezon ligowy rozpoczął się w 6 sierpnia 2011 roku, a ostatnie mecze rozegrane zostały w 23 maja 2012 roku.

## Zasady rozgrywek
III liga jest szczeblem pośrednim między rozgrywkami centralnymi (II liga) i wojewódzkimi (IV liga). Wszystkie grupy liczą po 16 drużyn.
Mistrzowie grup uzyskują awans do II ligi, przy czym:
1. do grupy wschodniej trafiają mistrzowie grup III ligi: V, VI, VII i VIII,
2. do grupy zachodniej trafiają mistrzowie grup III ligi: I, II, III i IV.

Po trzy ostatnie drużyny spadają do odpowiedniej terytorialnie grupy IV ligi, przy czym liczba ta może zwiększyć się zależnie od liczby drużyn spadających z lig wyższych.
Drużyny, które wycofały się z rozgrywek po rozegraniu mniej niż 50% spotkań, są automatycznie relegowane o dwa szczeble ligowe niżej (do klasy okręgowej), a osiągnięte przez nie rezultaty są anulowane. Drużyny, które wycofały się z rozgrywek po rozegraniu 50% lub więcej spotkań, są automatycznie relegowane o dwa szczeble ligowe niżej (do klasy okręgowej), a za nierozegrane mecze przyznawane są walkowery 3:0 dla zespołów przeciwnych. Wykluczenie z rozgrywek grozi również za nieprzystąpienie z własnej winy do trzech meczów.
III liga jest najwyższym szczeblem rozgrywkowym dla drużyn rezerw, nie mają one więc prawa do awansu. Spadek pierwszej drużyny z II ligi powoduje automatycznie relegację II zespołu danego klubu do IV ligi.

## Rozgrywki
W grupie występowało 16 zespołów, które walczyły o miejsce premiowane awansem do grupy zachodniej II ligi. Ostatnie zespoły spadły odpowiednio do grup: kujawsko-pomorskiej i wielkopolskiej południowej IV ligi (do grupy wielkopolskiej północnej IV ligi nie spadła żadna z drużyn).
| Uczestnicy poprzedniej edycji | Uczestnicy poprzedniej edycji |
| ----------------------------- | ----------------------------- |
| Lech Rypin                    | 2                             |
| GKS Dopiewo                   | 3                             |
| Unia Swarzędz                 | 4                             |
| Victoria Koronowo             | 5                             |
| Wda Świecie                   | 6                             |
| Piast Kobylin                 | 7                             |

| Uczestnicy poprzedniej edycji | Uczestnicy poprzedniej edycji |
| ----------------------------- | ----------------------------- |
| Górnik Konin                  | 8                             |
| Unia Janikowo                 | 9                             |
| Notecianka Pakość             | 10                            |
| Lubuszanin Trzcianka          | 11                            |
| Chemik Bydgoszcz              | 12                            |
| Polonia 1912 Leszno           | 13                            |

| Awans z IV ligi 2010/2011     | Awans z IV ligi 2010/2011 |
| ----------------------------- | ------------------------- |
| grupa kujawsko-pomorska       |                           |
| Sparta Brodnica               | 1                         |
| Cuiavia Inowrocław            | 2                         |
| grupa wielkopolska południowa |                           |
| Sokół Kleczew                 | 1                         |
| grupa wielkopolska północna   |                           |
| Polonia Środa Wielkopolska    | 1                         |

| Lp. | Drużyna                    | M  | Z  | R | P  | Bramki | Bramki | Różn. | Pkt | Uwagi                     | Bezpośrednio |
| --- | -------------------------- | -- | -- | - | -- | ------ | ------ | ----- | --- | ------------------------- | ------------ |
| 1   | Lech Rypin (M) (A)         | 30 | 21 | 4 | 5  | 79     | 31     | +48   | 67  | Awans do II ligi          |              |
| 2   | Unia Swarzędz              | 30 | 17 | 4 | 9  | 52     | 38     | +14   | 55  |                           |              |
| 3   | Lubuszanin Trzcianka       | 30 | 15 | 9 | 6  | 54     | 30     | +24   | 54  |                           |              |
| 4   | Polonia Środa Wielkopolska | 30 | 16 | 5 | 9  | 53     | 30     | +23   | 53  |                           |              |
| 5   | Sokół Kleczew              | 30 | 15 | 6 | 9  | 65     | 29     | +36   | 51  |                           |              |
| 6   | Wda Świecie                | 30 | 15 | 5 | 10 | 63     | 39     | +24   | 50  |                           |              |
| 7   | Cuiavia Inowrocław         | 30 | 12 | 8 | 10 | 52     | 36     | +16   | 44  |                           |              |
| 8   | Piast Kobylin              | 30 | 12 | 6 | 12 | 32     | 39     | −7    | 42  |                           |              |
| 9   | GKS Dopiewo                | 30 | 11 | 9 | 10 | 46     | 35     | +11   | 42  |                           |              |
| 10  | Górnik Konin               | 30 | 12 | 6 | 12 | 39     | 41     | −2    | 42  |                           |              |
| 11  | Notecianka Pakość          | 30 | 11 | 7 | 12 | 47     | 46     | +1    | 40  |                           |              |
| 12  | Polonia 1912 Leszno        | 30 | 11 | 5 | 14 | 39     | 48     | −9    | 38  |                           |              |
| 13  | Unia Janikowo (S)          | 30 | 10 | 8 | 12 | 32     | 42     | −10   | 38  | Spadek do IV ligi         |              |
| 14  | Sparta Brodnica (S)        | 30 | 8  | 9 | 13 | 27     | 50     | −23   | 33  | Spadek do IV ligi         |              |
| 15  | Victoria Koronowo (S)      | 30 | 3  | 2 | 25 | 17     | 88     | −71   | 11  | Spadek do IV ligi         |              |
| 16  | Chemik Bydgoszcz1 (S)      | 30 | 3  | 3 | 24 | 16     | 91     | −75   | 12  | Spadek do klasy okręgowej |              |

### Wyniki
| Gospodarz \ Gość           | CHE   | CUI | DOP   | GKN | RYP   | LTR   | NPA   | KOB   | PLE | ŚRW | KLE   | SPB | UNI | UNS | WDA   | VKO   |
| Chemik Bydgoszcz           |       | 0:3 | 0:2   | 0:1 | 0:3wo | 0:3wo | 0:3wo | 0:3wo | 1:0 | 2:1 | 0:3wo | 1:1 | 1:1 | 1:4 | 0:3wo | 0:3wo |
| Cuiavia Inowrocław         | 5:1   |     | 0:2   | 1:0 | 5:1   | 2:1   | 0:3   | 1:1   | 0:0 | 4:1 | 3:0   | 4:0 | 2:1 | 0:1 | 0:1   | 1:0   |
| GKS Dopiewo                | 3:0wo | 0:0 |       | 0:0 | 2:3   | 0:1   | 1:1   | 3:1   | 2:2 | 0:1 | 2:2   | 3:0 | 2:2 | 1:3 | 0:1   | 7:0   |
| Górnik Konin               | 3:0wo | 3:1 | 2:2   |     | 3:3   | 0:2   | 3:1   | 2:0   | 1:0 | 2:1 | 3:1   | 0:0 | 3:0 | 1:3 | 1:2   | 1:0   |
| Lech Rypin                 | 2:3   | 3:0 | 4:1   | 5:1 |       | 1:0   | 3:2   | 4:1   | 4:0 | 1:0 | 3:1   | 2:2 | 4:1 | 0:1 | 1:0   | 5:0   |
| Lubuszanin Trzcianka       | 5:0   | 2:1 | 2:2   | 0:0 | 1:2   |       | 1:1   | 3:2   | 0:0 | 1:0 | 1:3   | 1:2 | 3:1 | 5:2 | 1:0   | 1:1   |
| Notecianka Pakość          | 1:1   | 2:1 | 2:0   | 2:0 | 0:0   | 1:1   |       | 0:2   | 3:4 | 0:3 | 1:0   | 1:2 | 0:2 | 0:2 | 4:2   | 0:0   |
| Piast Kobylin              | 4:1   | 1:5 | 2:0   | 2:0 | 0:3   | 0:3   | 0:2   |       | 2:0 | 0:0 | 0:3   | 0:0 | 1:0 | 0:1 | 3:2   | 2:1   |
| Polonia 1912 Leszno        | 3:0wo | 2:2 | 0:3wo | 1:4 | 2:1   | 0:2   | 3:2   | 0:1   |     | 0:1 | 2:2   | 1:2 | 7:0 | 1:0 | 0:2   | 4:1   |
| Polonia Środa Wielkopolska | 3:0wo | 4:2 | 0:1   | 3:1 | 1:3   | 1:4   | 2:2   | 0:0   | 3:0 |     | 2:1   | 4:0 | 5:0 | 2:0 | 2:2   | 3:0   |
| Sokół Kleczew              | 11:0  | 0:0 | 3:1   | 0:1 | 1:1   | 0:0   | 5:1   | 3:0   | 0:1 | 1:1 |       | 8:1 | 1:0 | 2:0 | 3:1   | 2:0   |
| Sparta Brodnica            | 3:0wo | 1:0 | 0:0   | 0:0 | 0:3   | 0:0   | 0:1   | 1:1   | 0:3 | 1:2 | 1:2   |     | 1:1 | 0:3 | 1:0   | 4:2   |
| Unia Janikowo              | 3:0wo | 1:1 | 0:2   | 3:0 | 0:1   | 1:1   | 2:1   | 0:0   | 0:1 | 1:0 | 0:2   | 1:0 |     | 1:1 | 0:0   | 4:0   |
| Unia Swarzędz              | 3:0wo | 2:2 | 1:0   | 3:2 | 1:3   | 1:4   | 2:6   | 1:0   | 2:0 | 0:2 | 1:0   | 3:1 | 0:1 |     | 3:3   | 7:0   |
| Wda Świecie                | 4:2   | 2:2 | 2:3   | 3:1 | 2:1   | 5:3   | 4:0   | 0:1   | 6:0 | 1:2 | 2:0   | 2:1 | 2:4 | 0:0 |       | 5:0   |
| Victoria Koronowo          | 4:2   | 0:4 | 0:1   | 2:0 | 0:9   | 1:2   | 0:4   | 0:2   | 1:2 | 0:3 | 0:5   | 1:2 | 0:1 | 0:1 | 0:4   |       |

Źródło: 90minut.pl
Objaśnienia:
1Drużyna gospodarzy jest wymieniona po lewej stronie tabeli.
Kolory: zielony – zwycięstwo gospodarzy, żółty – remis, różowy – zwycięstwo gości.

Awans do II ligi: Lech Rypin
Spadek z III ligi: Unia Janikowo, Sparta Brodnica, Victoria Koronowo, Chemik Bydgoszcz